# Ngã bảy Lý Thái Tổ
Ngã bảy Lý Thái Tổ, hay được gọi tắt là Ngã Bảy, hoặc Bùng binh Lý Thái Tổ là một bùng binh tiếp giáp giữa Quận 10 và Quận 3, Thành phố Hồ Chí Minh, Việt Nam.
Bùng binh này là một nút giao cùng mức có đảo tròn ở giữa, là nơi giao nhau của bốn con đường, gồm Lý Thái Tổ, Điện Biên Phủ, Lê Hồng Phong và Ngô Gia Tự, tạo ra sáu ngã rẽ. Tuy nhiên, do tính cả nhánh nhỏ của hẻm 384 đường Lý Thái Tổ (hẻm chợ Phường 10, Quận 10 hay còn Chợ Chuồng Bò) ở mũi tàu giao nhau giữa đường Lê Hồng Phong và đường Lý Thái Tổ, nên tạo thành ngã bảy. Trước năm 1975, tại đây đặt một tượng đài ba binh sĩ Biệt động quân Việt Nam Cộng hòa, đến đầu tháng 5 năm 1975 thì bị đám đông đập bỏ trong phong trào xóa bỏ tàn tích của chính thể cũ vừa sụp đổ. Về sau, người ta cho dựng một tượng đài khác có nội dung ca ngợi cuộc biểu tình 1 tháng 5 năm 1966 của 40.000 công nhân, người lao động và các tầng lớp thị dân thành phố Sài Gòn đòi Mỹ rút quân, chấm dứt chiến tranh.
Trước năm 1975, Ngã bảy Lý Thái Tổ được gọi là Ngã Bảy vì đây là bùng binh có 7 nhánh duy nhất của Thành phố Hồ Chí Minh. Sau năm 1975, Chính quyền Thành phố quyết định dời ga Sài Gòn cũ từ Công viên 23 tháng 9 (nay là Trạm điều hành xe buýt Sài Gòn) về địa điểm ga Hoà Hưng cũ (sau đổi tên thành ga Sài Gòn) và cải tạo tuyến đường sắt từ ga Hoà Hưng cũ về đến ga Sài Gòn cũ thành đường Nguyễn Phúc Nguyên, tạo ra nhánh thứ bảy của Ngã sáu Dân Chủ. Năm 2003 và năm 2005, thành phố lần lượt hoàn thành đoạn 1 và đoạn 2.1 thuộc nhánh Tân Sơn Nhứt - Bình Lợi (Vành đai ngoài) của tuyến đường Vành đai 1, cắt qua ngã năm Nguyễn Kiệm - Nguyễn Thái Sơn - Bạch Đằng tạo thành 7 nhánh. Tuy nhiên, người dân vẫn thường gọi khu vực này là Vòng xoay Công viên Gia Định, Ngã sáu Nguyễn Thái Sơn hoặc Cầu vượt Nguyễn Thái Sơn – Nguyễn Kiệm sau khi Thành phố hoàn thành công trình cầu vượt bằng thép ở khu vực này vào năm 2017 - 2019 để giảm ùn tắc.
Bùng binh Lý Thái Tổ là nơi có lưu lượng phương tiện tham gia giao thông cao. Nhà chức trách đã có kế hoạch xây cầu vượt bằng thép tại đây trong giai đoạn 2018-2020.